# Serious Fraud Office (Reino Unido)
El Serious Fraud Office (SFO) es un departamento gubernamental no-ministerial del Gobierno del Reino Unido que investiga y procesa casos de corrupción y fraude complejos en Inglaterra, Gales e Irlanda del Norte. El SFO responde ante el fiscal general de Inglaterra y Gales y fue creado por la Ley Criminal de Justicia de 1987, una ley del Parlamento del Reino Unido. La Sección 2 de la Ley Criminal de Justicia de 1987 le da al SFO poderes especiales para requerir a cualquier persona o empresa todos los documentos que consideren relevantes, incluyendo aquellos considerados confidenciales, y la respuesta a todas las preguntas relevantes, incluyendo también aquellas que traten sobre asuntos confidenciales. El SFO es el principal ejecutor de la Ley del Soborno de 2010, la cual fue diseñada para fomentar el buen gobierno corporativo y para mejorar la reputación de la City de Londres y del Reino Unido como un lugar seguro para hacer negocios. Su jurisdicción no se extiende a Escocia, donde la policía de Escocia investiga el fraude y la corrupción a través de su División Especializada en Delitos, y la Unidad de Delitos Económicos de la Oficina de la Corona y el Servicio Fiscal de la Fiscalía emprenden acciones judiciales.

## Historia

### Formación de la unidad
Durante 1970-1980 una serie de escándalos financieros en la ciudad de Londres destruyeron la confianza del público sobre la manera en la que se manejaban los casos complejos de fraude. En respuesta a ello, el gobierno estableció en 1983 el Fraud Trials Committee. Este comité independiente, bajo la presidencia de Lord Roskill, estudió qué cambios en la ley y los procedimientos penales podrían conducir a formas más efectivas de combatir el fraude. El informe del comité, comúnmente conocido como "the Roskill Report" fue publicado en 1986. Su principal recomendación fue la de establecer una nueva organización unificada responsable de detectar, investigar y enjuiciar casos graves de fraude. En consecuencia, se creó la Serious Fraud Office. Esta abrió sus actividades en abril de 1988. La OFS también hace cumplir la Ley de Soborno del Reino Unido del 2010.

### Investigación de Al-Yamamah
El acuerdo de armas de Al-Yamamah durante la década de 1980 fue un acuerdo de aviones y armas a gran escala entre el Reino Unido y Arabia Saudita. Se extendió a lo largo de la década de 1990 y propició que miles de ciudadanos del Reino Unido emigraran a Arabia Saudita a trabajar, generando negocios por valor de £ 40 mil millones. BAE Systems Plc fue el principal contratista. En 2004, la OFS comenzó a investigar los contratos dentro del acuerdo de Al-Yamamah por sospechas de falsa contabilidad, pero la investigación se abandonó polémicamente en 2006. La decisión se tomó a raíz de las preocupaciones sobre la seguridad nacional, debido a que el Gobierno saudí amenazó con dejar de compartir información antiterrorista con el Reino Unido si la investigación continuaba. Esto generó críticas de varias fuentes, entre las que se incluyen la Organización para la Cooperación y el Desarrollo Económico (OCDE). Una revisión del Tribunal Superior en 2008 dictaminó que la OFS había actuado ilegalmente al abandonar la investigación de corrupción, pero luego fue revocada en apelación por la OFS ante la Cámara de los Lores.

### Comparación con Nueva York
En 2008, un reporte interno llamado "Review of the Serious Fraud Office" realizado por un exfiscal de la ciudad de Nueva York, comparaba la OFS de manera desfavorable en relación con dos de sus homólogos en la ciudad de Nueva York: las oficinas del Fiscal de los Estados Unidos para el Distrito Sur de Nueva York y el Fiscal de Distrito del Condado de Nueva York. El escrito determinaba que los fiscales estadounidenses obtuvieron tasas de condena más altas en menos tiempo y con menos recursos. También observaba que la OFS tenía tasas de condena significativamente más bajas que las divisiones de élite del Servicio de Fiscalía de la Corona del Reino Unido. Atribuyó el pobre desempeño de la OFS a, entre otras cosas: la incapacidad de mantener toda la defensa de la corte "internamente", la incapacidad de asignar a cada caso un solo abogado que lo manejara "de principio a fín", a no entrevistar a los testigos al inicio de los casos, y la falta de estrecha cooperación con la policía.

### 2010-2020
En 2011, La Secretaria de Interior, Theresa May expresó que quería que la Agencia Nacional contra el Crimen (NCA) absorbiera la OFS. Mientras que la OFS es supervisada por la Oficina del Fiscal General, la NCA es supervisada por el Ministerio del Interior. Entre 2005 y 2017, la OFS sufrió una serie de recortes presupuestarios. El 18 de mayo de 2017, los conservadores publicaron un manifiesto comprometiéndose a desmantelar la Serious Fraud Office e incorporar los activos restantes a la NCA si ganaban las elecciones generales de junio de 2017. El manifiesto afirmaba que la incorporación "fortalecería la respuesta de Gran Bretaña al crimen de guante blanco al mejorar el intercambio de información y reforzar la investigación de fraudes graves, lavado de dinero y delitos financieros".